# Гендерна географія
Гендерна географія – галузь соціально-економічної географії, яка вивчає регіональні відмінності гендерних співвідношень в суспільно-географічних процесах, регіональні особливості гендерної ідентифікації та сприйняття гендерних ролей тощо.
Географія гендеру вивчає не тільки жінок, а й чоловіків та інші форми гендера/статі (наприклад, транссексуальних індивідів). У гендерній географії не вивчається вплив політики, не використовуються феміністичні методології. Цим вона відрізняється від географії фемінізму.